# Tuluá
Tuluá är en kommun och stad i Colombia.   Den ligger i departementet Valle del Cauca, i västra delen av landet, 220 km väster om huvudstaden Bogotá. Antalet invånare i kommunen är 187 275.
Centralorten hade 167 387 invånare år 2008. Tuluá grundades runt år 1741.